# Jan Bols
Jan Bols (ur. 27 sierpnia 1944 w Hoogeveen) – holenderski łyżwiarz szybki, brązowy medalista mistrzostw świata i Europy.

## Kariera
Największy sukces w karierze Jan Bols osiągnął w 1972 roku, kiedy zdobył brązowy medal podczas wielobojowych mistrzostw świata w Oslo. W zawodach tych wyprzedzili go jedynie jego rodak Ard Schenk oraz Roar Grønvold z Norwegii. W poszczególnych biegach zajął dziewiąte miejsce na 500 m, drugie na 5000 m, siódme na 1500 m oraz ponownie drugie na dystansie 10 000 m. W tym samym roku trzecie miejsce zajął również na mistrzostwach Europy w Davos, gdzie przegrał tylko z Schenkiem i Grønvoldem. Na dystansach 5000 i 10 000 m był drugi, w biegu na 1500 m był trzeci, a na 500 m zajął jedenaste miejsce. W tej samej konkurencji był też między innymi czwarty na mistrzostwach świata w Oslo w 1970 roku, przegrywając walkę o medal z Keesem Verkerkiem. Bols wygrał tam biegi na 5000 i 10 000 m. W 1968 roku wystartował na igrzyskach olimpijskich w Grenoble, zajmując ósme miejsce na 5000 m. Na rozgrywanych cztery lata później igrzyskach w Sapporo jego najlepszym wynikiem było czwarte miejsce na 10 000 m. Walkę o brązowy medal przegrał wtedy ze Stenem Stensenem z Norwegii. Na tych samych igrzyskach był też piąty na 1500 m oraz ósmy na 5000 m. Parokrotnie zdobywał medale mistrzostw Holandii w wieloboju, w tym złoty w 1971 roku. W 1972 roku zakończył karierę.
Ustanowił pięć rekordów świata.